# Ordine al merito del servizio diplomatico
L'Ordine al Merito del Servizio Diplomatico è un ordine cavalleresco della Corea del Sud.

## Storia
L'ordine è stato fondato il 25 luglio 1963 per premiare i servizi meritori nell'estensione del prestigio nazionale all'estero e nella promozione dell'amicizia con le altre nazioni e riformato nel 1967 e nel 1973.

## Classi
L'ordine dispone delle seguenti classi di benemerenza:
- Gran Medaglia Gwanghwa
- Medaglia Gwanghwa
- Medaglia Heung-In
- Medaglia Sungrye
- Medaglia Chang-Eui
- Medaglia Sugjeong

| Nastri            |                    |                  |                   |                   |                        |
| Medaglia Sugjeong | Medaglia Chang-Eui | Medaglia Sungrye | Medaglia Heung-In | Medaglia Gwanghwa | Gran Medaglia Gwanghwa |

## Insegne
- Il nastro cambia a seconda della classe.